# Вулиця Паторжинського (Київ)
Ву́лиця Паторжи́нського — вулиця в Шевченківському районі міста Києва, місцевість Старий Київ. Пролягає від Ірининської вулиці до Прорізної вулиці.
Прилучається Малопідвальна вулиця.

## Історія
Вулиця виникла в 1-й половині XIX століття у складі Михайлівського провулку. Відокремлена у 1962 році під сучасною назвою на честь І. С. Паторжинського (1896–1960), українського співака, народного артиста СРСР, професора Київської консерваторії.

## Забудова
Житлова забудова вулиці належить до другої половини XX століття. Єдиним старовинним будинком, що залишився, є будинок № 4, зведений у 1887 році у стилі історизм.

## Установи та заклади
- Управління містобудування, архітектури та розвитку інфраструктури (буд. № 4)

## Зображення

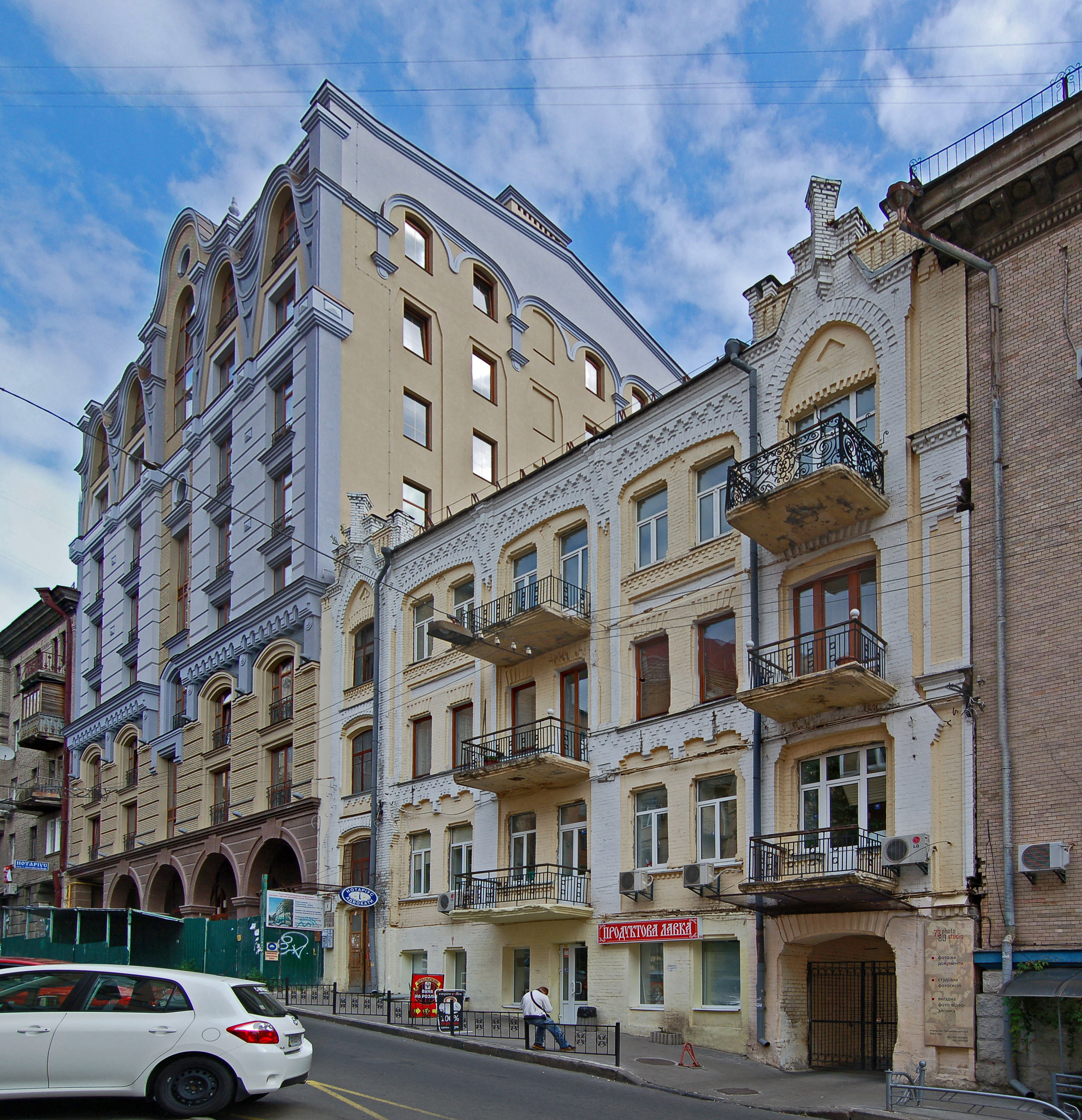
Будинок № 4
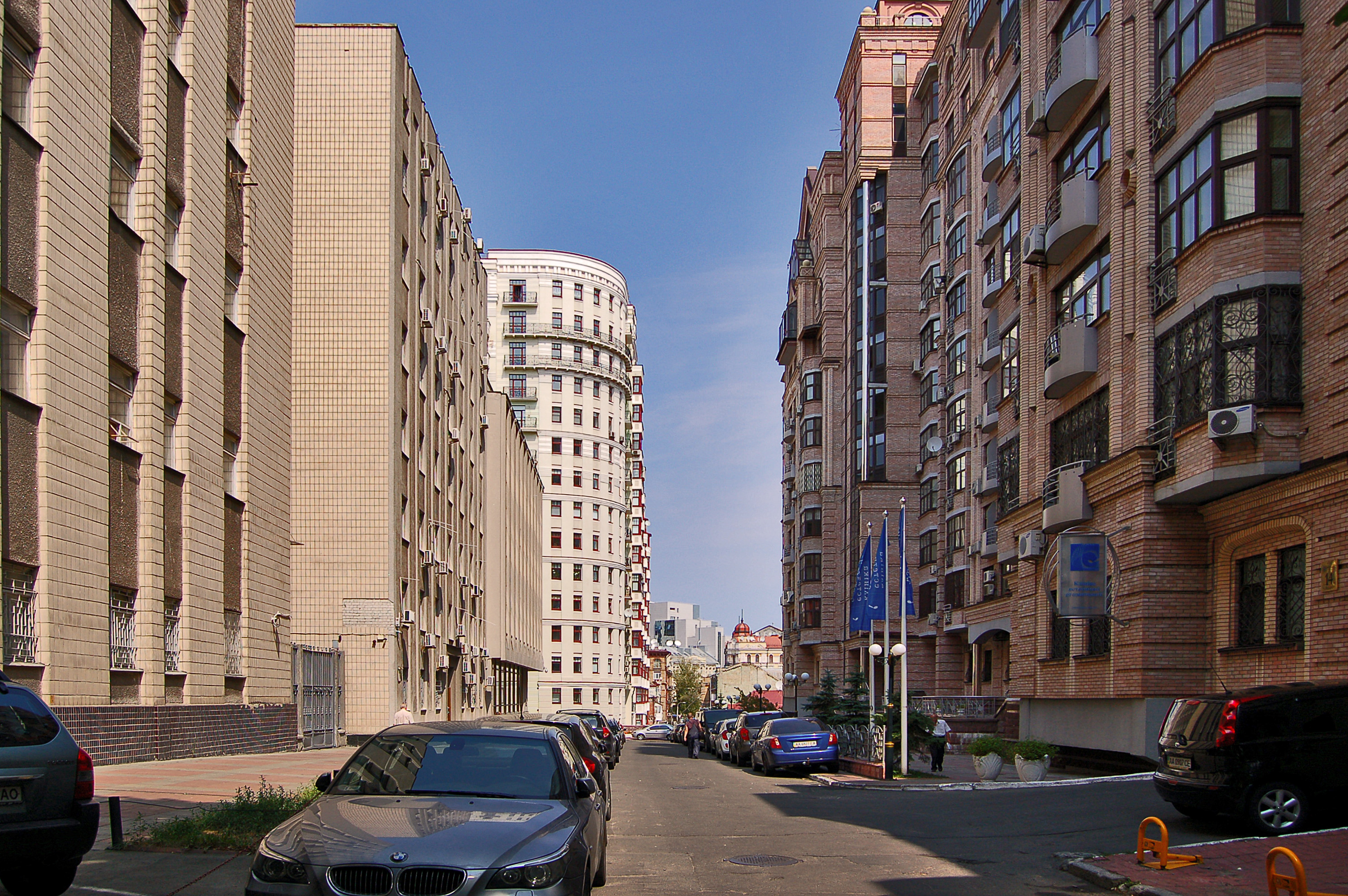
Багатоповерхова забудова вулиці